# Lesina (attrezzo)

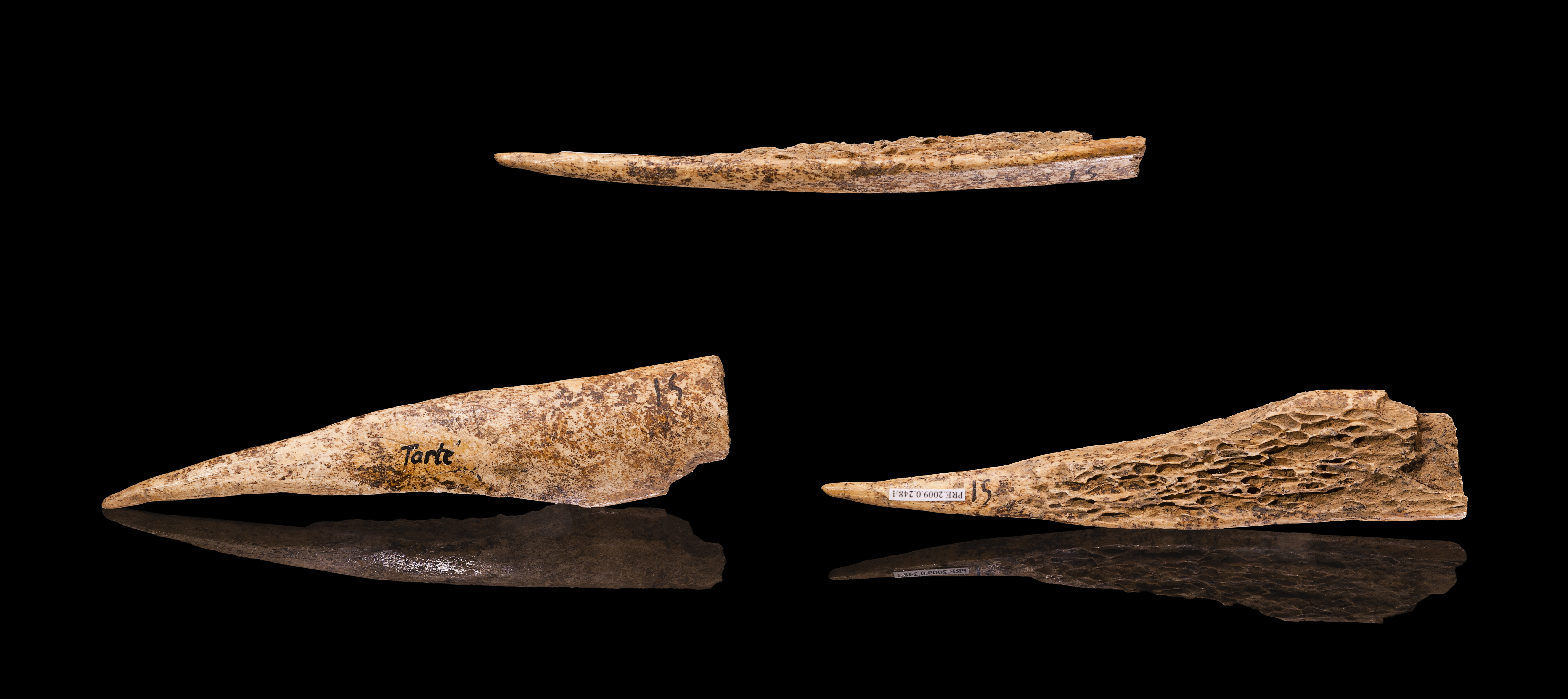
Lesina paleolitica

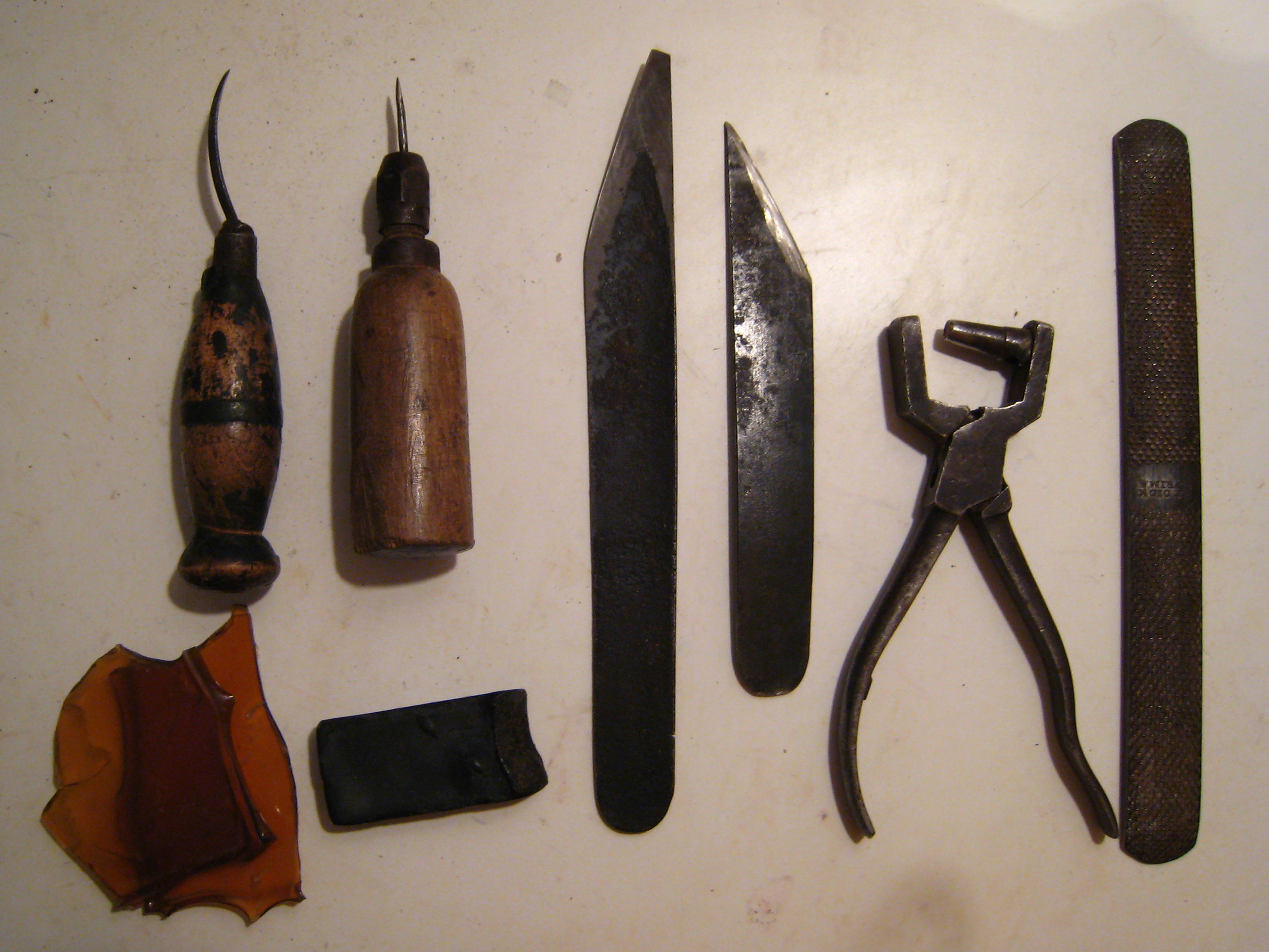
Vecchi attrezzi da calzolaio: lesina, punteruolo, trincetto, raspa, colla, ecc.

La lesina è un attrezzo usato dai calzolai e dai sellai.

## Utilizzo e composizione
Tipicamente viene usata per creare i buchi in cui si inserisce lo spago per cucire le suole alle tomaie delle scarpe.
È composta di due parti:
- un grosso ago metallico ricurvo, molto appuntito;
- un corto manico di legno tornito o di plastica.

A differenza del punteruolo, che ha la punta in metallo diritta, la lesina ha la punta curva, di sezione rotonda o piatta. Alcuni modelli hanno, vicino alla punta, un foro che permette di usare la lesina come un ago.
La lesina è il simbolo del mestiere stesso del calzolaio.